# Ingeborg Drewitz
Ingeborg Drewitz (nascuda Ingeborg Neubert, Berlín, 10 de gener de 1923 - 26 de novembre de 1986) fou una escriptora alemanya de gèneres literaris diversos, a més de novel·la i narrativa. Llicenciada en literatura alemanya, història i filosofia, doctorada el 20 d'abril de 1945 a la Universitat Friedrich-Wilhelms, actual Universitat Humboldt de Berlín, va fer una tesi sobre el poeta Erwin Guido Kolbenheyer.
Escriptora contemporànea al nazisme, es va interessar per la història de la postguerra alemanya i la història social de les dones, amb especial interès pels desafavorits, presoners i peticionaris d'asil. El seu drama Alle Tore werden bewacht (1955) va retratar per primera vegada a Alemanya, les condicions de vida en els camps de concentració. La novel·la més exitosa, Gestern war heute : Hundert Jahre Gegenwart (1978), se centra en tres generacions de dones del segle xx.
Entre 1973 i 1980 va fer classes a l'Institut de Periodisme de la Universitat Lliure de Berlín. Un any abans de morir, exercia de jurat al Festival de Literatura de la llengua alemanya Ingeborg Bachmann, de Klagenfurt, (Àustria).
Casada amb Bernard Drewitz, tingué 3 fills. Va morir a Berlín als 63 anys, víctima d'un càncer.

## Reconeixements
- 1963 Ernst Reuter Prize
- 1970 Georg Mackensen Literary Prize
- 1973 Federal Cross of Merit
- 1980 Ida-Dehmel-Literature Prize, Carl von Ossietzky Medal
- 1981 Gerrit Engelke Price
- 1983 Evangelischer Book Prize
- 1985 Hermann-Sinsheimer Prize

### Nom de carrers
- A Berlin-Mittel, el carrer Ingeborg-Drewitz-Allee
- A Berlin-Steglitz, la biblioteca du el nom d'Ingeborg-Drewitz
- A Gladbeck: l'escola Ingeborg-Drewitz-Gesamtschule
- A Freiburg:el carrer Ingeborg-Drewitz-Allee

### Premis
- Premi Literari Ingeborg-Drewitz per a presoners[1]
- Premi Ingeborg-Drewitz Prize per la seva contribució a la dignitat humana[2]